# فاخره
فاخره 413
* این گیاه گونه‌های متفاوتی دارد که با ذکر نام علمی آن درباره خاصیتش توضیح داده می‌شود.
* نام علمی آن Zanthoxylum armatum DC. می‌باشد.
1. طبع این گیاه گرم و خشک است.
2. میوه این گیاه داروی ضد کرم معده می‌باشد.
3. جهت بیماری‌های دندان، گرد این میوه را با سرکه مخلوط کرده مزمزه شود.
4. برای معالجه جرب، گرد میوه این گیاه را با سرکه مخلوط نموده به محل بمالند.
5. گرد این گیاه حشره‌کش است.
6. گرد دانه این گیاه برای تقویت معده مفید است.
7. از جوشانده ریشه این گیاه برای معالجه گزش مار سمی استفاده می‌شود البته تحت نظر پزشک مصرف شود.
8. جهت معالجه خنازیر از ریشه این گیاه استفاده می‌شود.
* نام علمی گونهZanthoxylum nitidum (Roxb.) DC. و خواص آن:
1. برای تسکین درد دندان از میوه این گیاه استفاده می‌شود.
2. داروی ضد کرم برای کودکان می‌باشد.
3. عصاره ریشه این گیاه برای معالجه مارگزیدگی و خنازیر مفید است.
4. جوشانده سرشاخه‌های این گیاه برای سرفه مفید است.
5. برای درمان گلودرد با جوشانده سرشاخه‌های این گیاه غرغره شود.
6. جهت قطع ترشحات مخاطی و خونریزی رحمی از میوه این گیاه استفاده شود.
7. میوه این گیاه تب‌بر و معرق می‌باشد.
* نام علمی گونهz.acanthopodium و خواص آن:
1. جهت تسکین درد دندان از میوه و سرشاخه‌های سبز این گیاه به صورت جوشانده استفاده و مزمزه کنند.
2. میوه و سرشاخه‌های سبز این گیاه بادشکن و مقوی معده می‌باشد.
3. جهت ازدیاد نیروی جنسی از پوست میوه نوع z.piperitum استفاده می‌شود.
4. جهت تقویت قلب از جوشانده برگ و دانه‌های نوع z.gilletii استفاده شود.
5. برای ناراحتی‌های مجاری ادراری، تناسلی و بیماری سیفیلیس از گرد پوست این گیاه نوع z.gilletii با دانه‌های فلفل سبز استفاده می‌شود.
6. جهت التیام زخم‌های سیفیلیسی و جذام از گرد ریشه این گیاه استفاده می‌شود.
زانتکسیلوم امریکنوم (نام علمی: Zanthoxylum americanum) نام یک گونه از تیره سدابیان است.

## نگارخانه

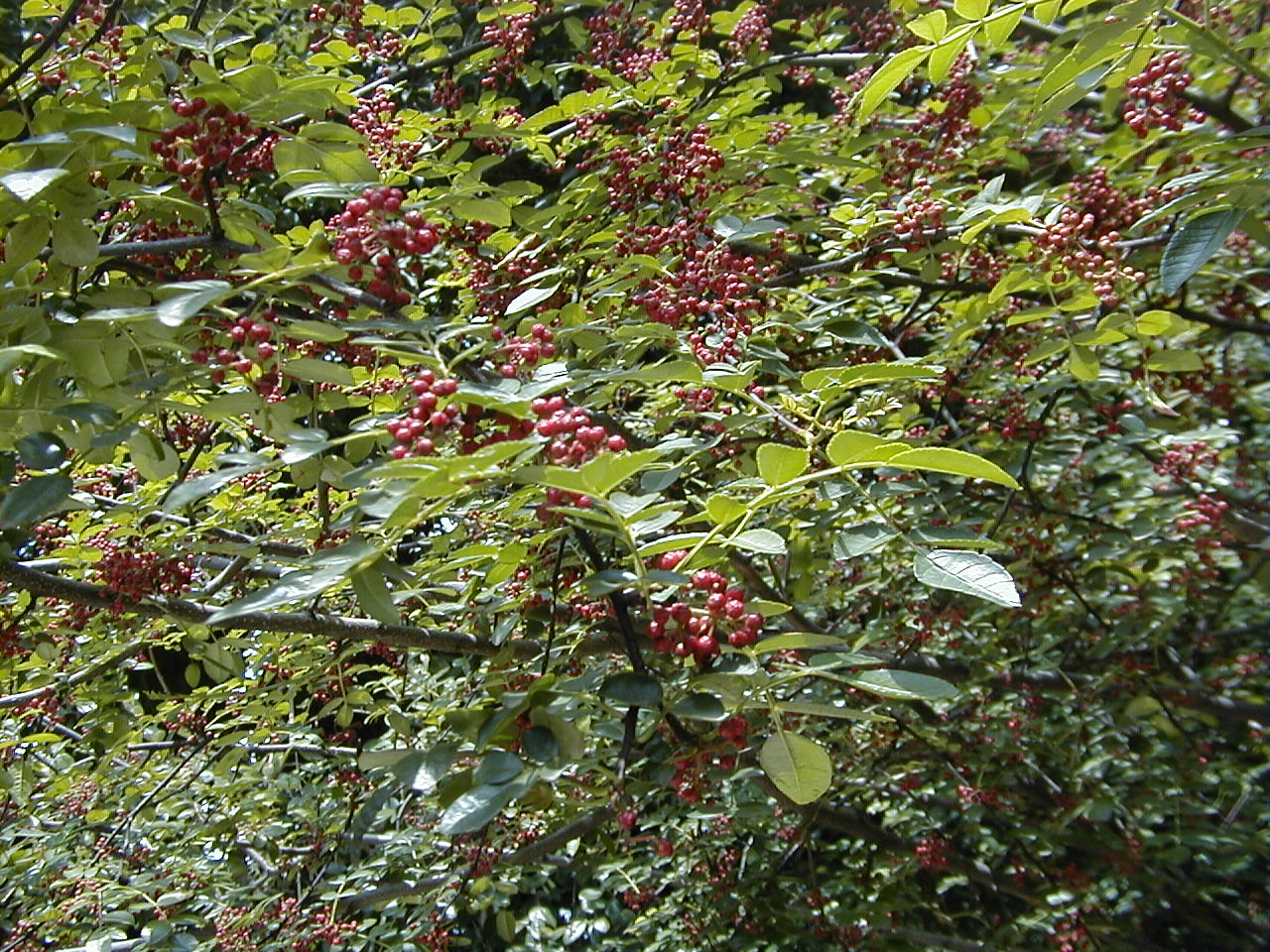
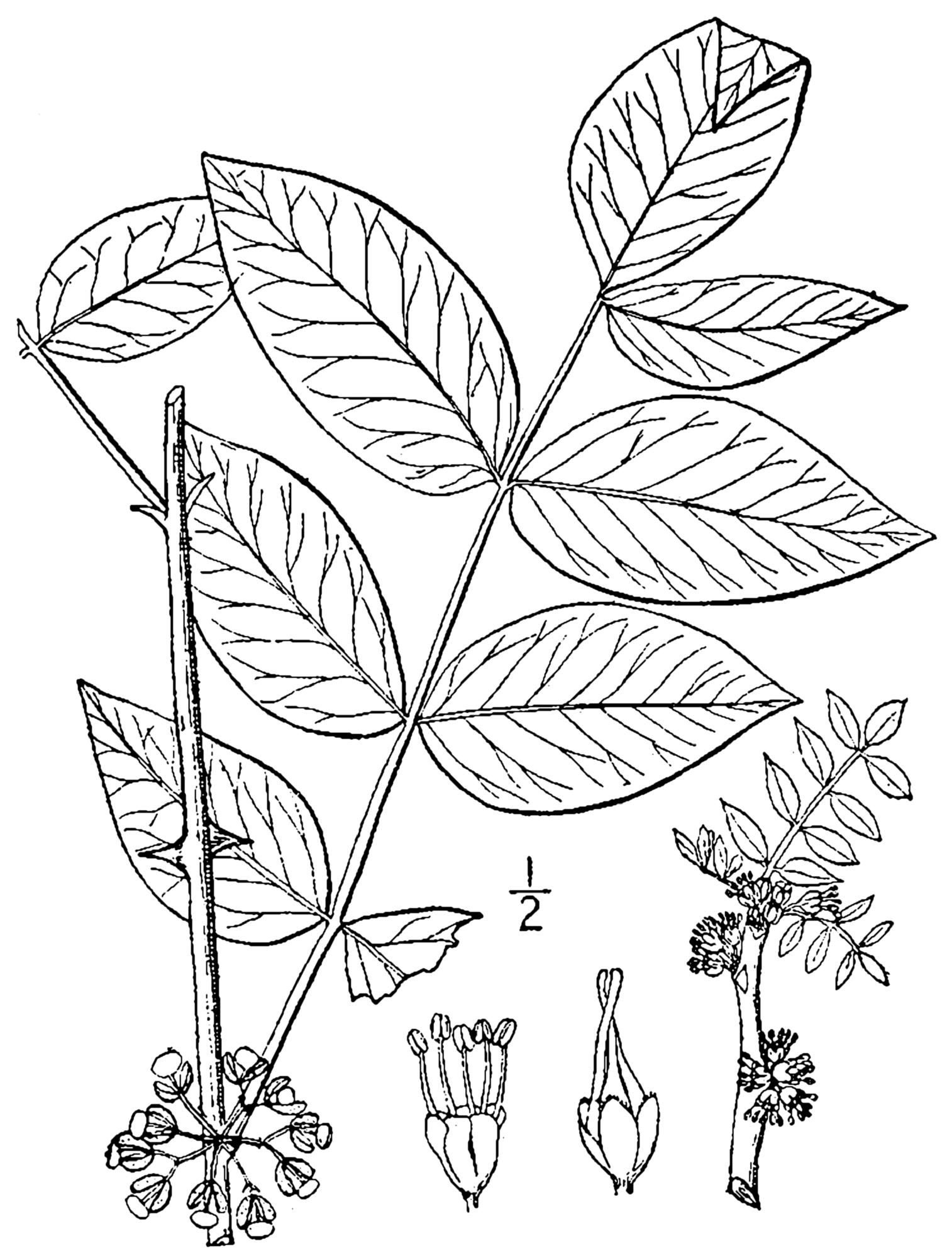